# Naatlo sutila
Espèce
Naatlo sutila est une espèce d'araignées aranéomorphes de la famille des Theridiosomatidae.

## Distribution
Cette espèce se rencontre au Panama, en Colombie, au Pérou, au Venezuela, à Trinité-et-Tobago, au Suriname, au Brésil et en Argentine.

## Description
La femelle holotype mesure 2,0 mm et le mâle paratype 1,7 mm. Les mâles mesurent de 1,2 à 2,0 mm et les femelles de 1,6 à 2,4 mm.

## Publication originale
- Coddington, 1986 : The genera of the spider family Theridiosomatidae. Smithsonian Contributions to Zoology, no 422, p. 1-96 (texte intégral).